# آمفیپولیس
آمفیپولیس (در زبان یونانی نو: آمفیپولی) یکی از شهرهای باستانی مقدونیه در کرانه رود استروما بود. مکان این شهر در جایی بود که آن رود ۳ کیلومتر مانده به دریا از دریاچه سرسینیتیس جدا می‌شود.
آمفیپولیس در آغاز شهری تراکی به نام اِنه‌آ اُدوئی (به معنی نُه راه) بود که در سال ۴۳۷ پیش از میلاد از سوی آتنی‌ها به رهبری هاگنون تسخیر و مسکون شد.

## نگارخانه

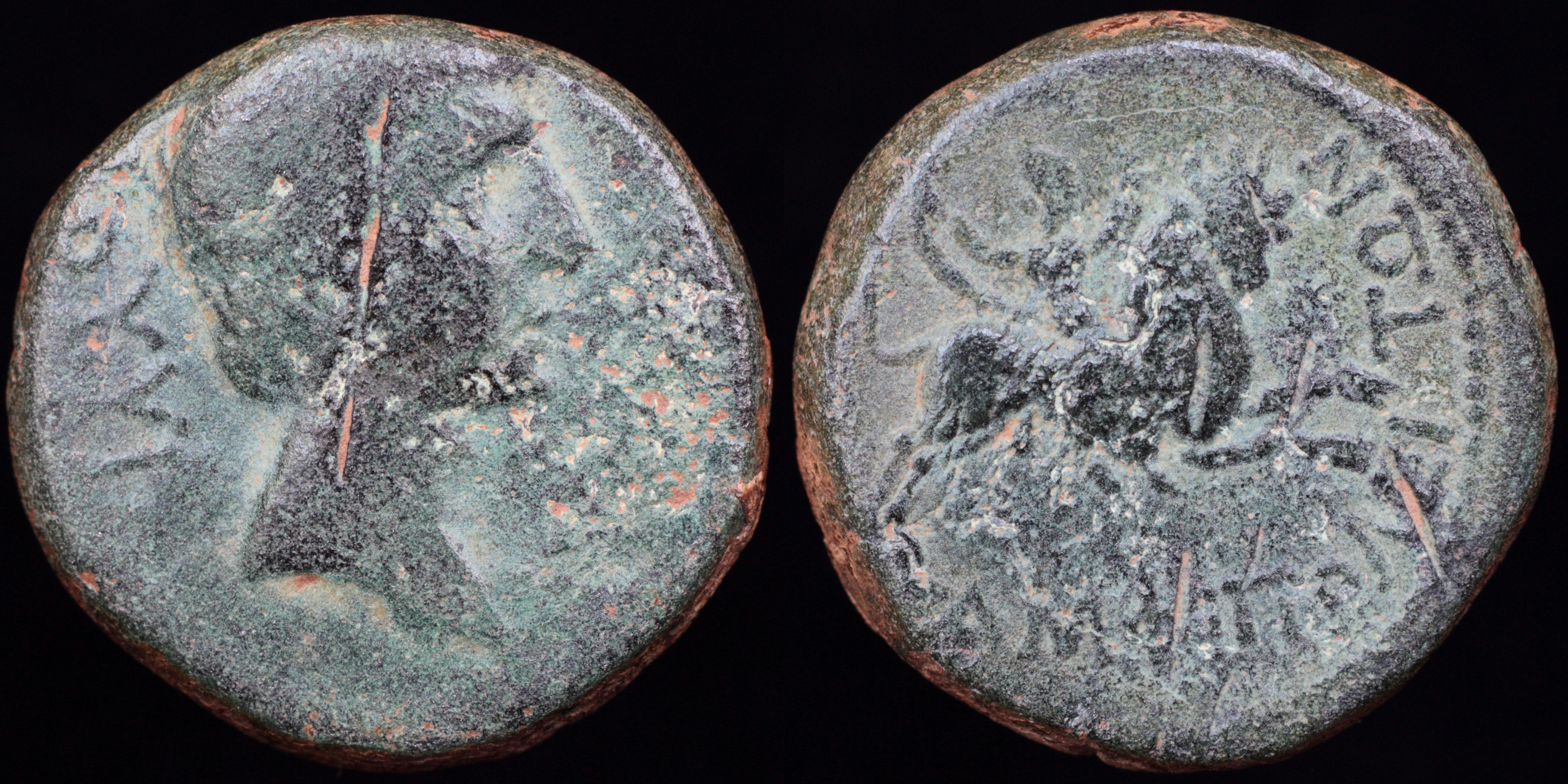
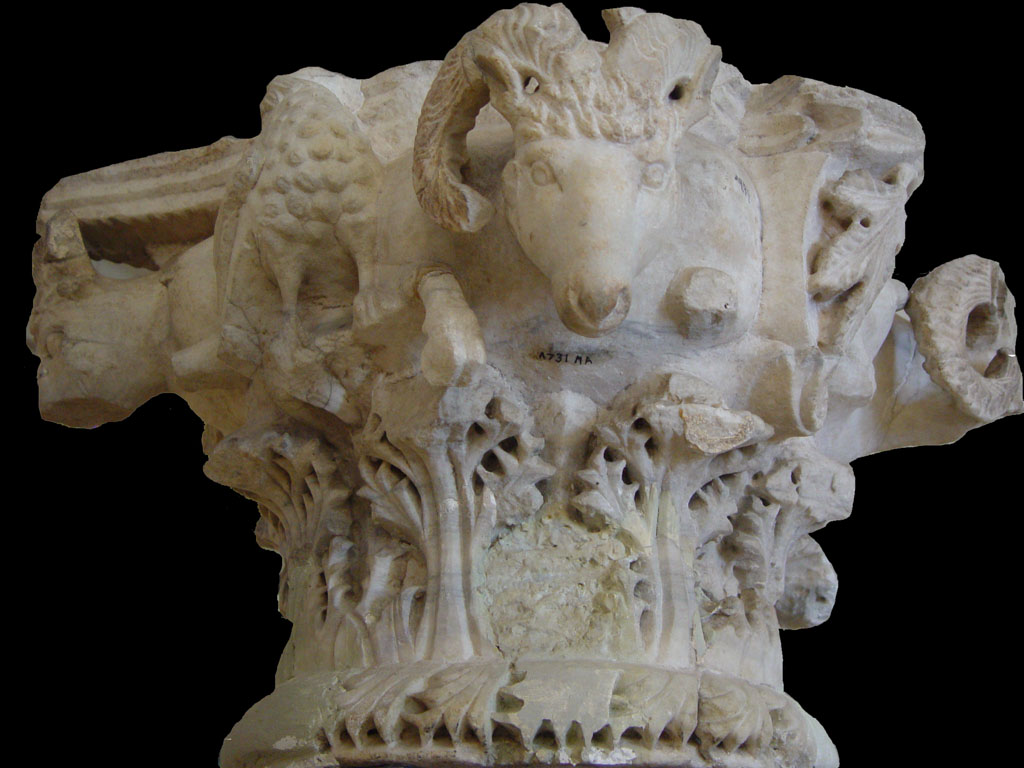
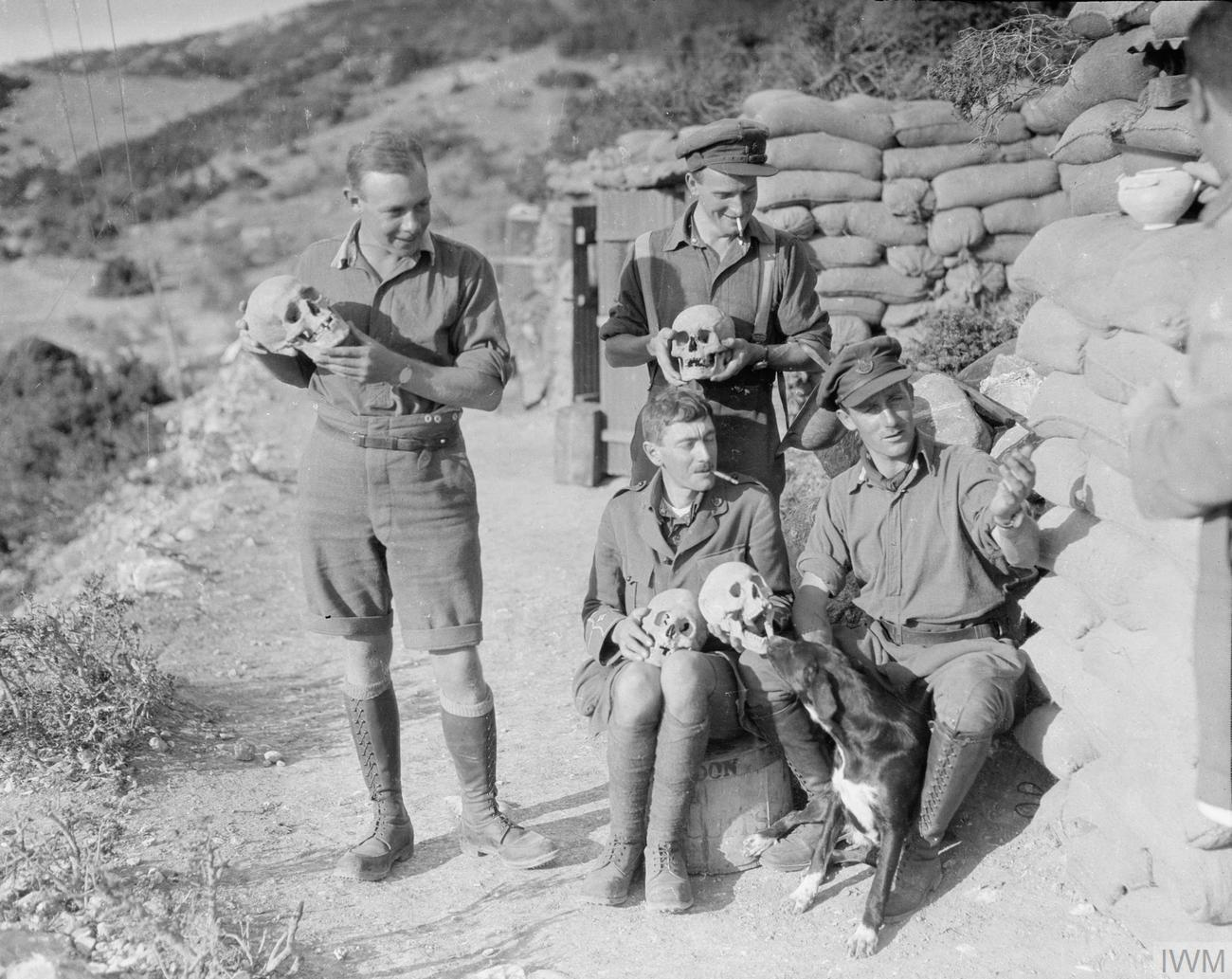
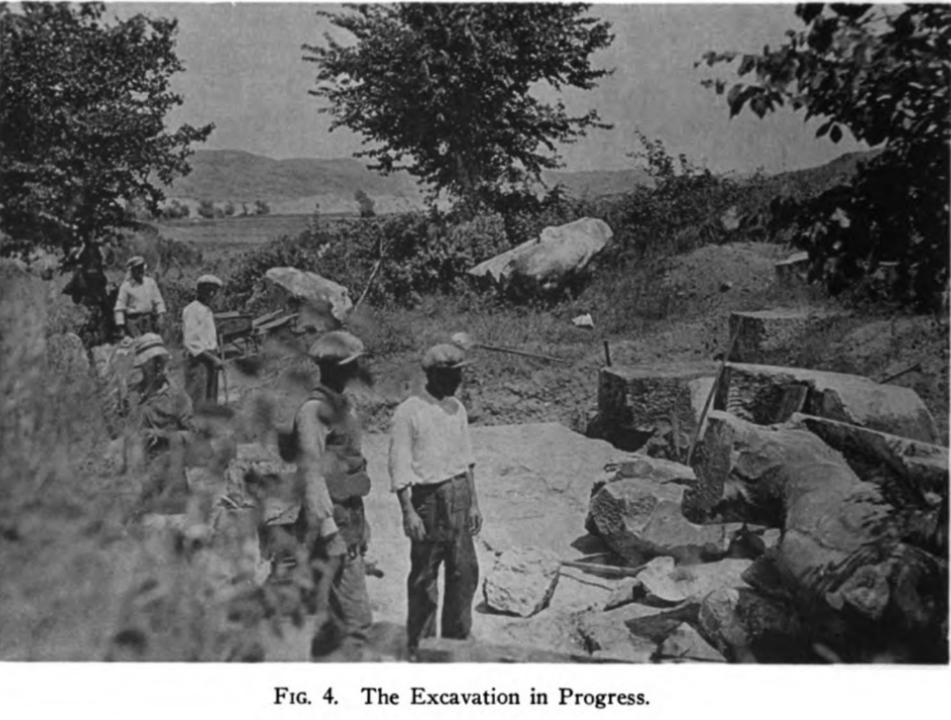
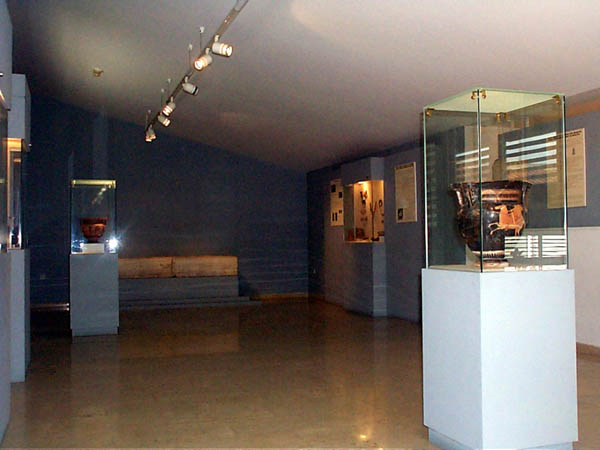